# 陳玨里
陳玨里（1960年3月26日—），舊名陳麗琴，前臺灣女子籃球運動員，場上主打中鋒位置。

## 生平
陳玨里在內湖眷村出生，籍貫為浙江省象山縣，16歲進入亞東女籃培訓隊，畢業於中華中學。陳玨里曾隨著亞東女籃征戰兩次瓊斯盃，之後當選兩次中華白隊，1983年首次當選中華隊。1985年5月陳玨里與攝影記者完成文定，1986年5月在中泰賓館九龍廳舉行婚宴。1987年夏天陳玨里以兩年合約加盟三洋電機女籃，但隔年因為膝蓋傷勢而提前與球隊解約。1989年初陳玨里結束了第一段婚姻，第二段婚姻的對象與陳玨里同樣是籃球運動員，1990年8月陳玨里產下兒子。
陳玨里曾賣過自助餐、擔仔麵、清蒸臭豆腐，現在在內湖開設水餃專賣店。